# Al Safa
Al Safa è un quartiere di Dubai, si trova nella regione di Bur Dubai, nel settore occidentale di Dubai. 